# Microcrambus holothurion
Microcrambus holothurion là một loài bướm đêm trong họ Crambidae.